# Le Chat Noir

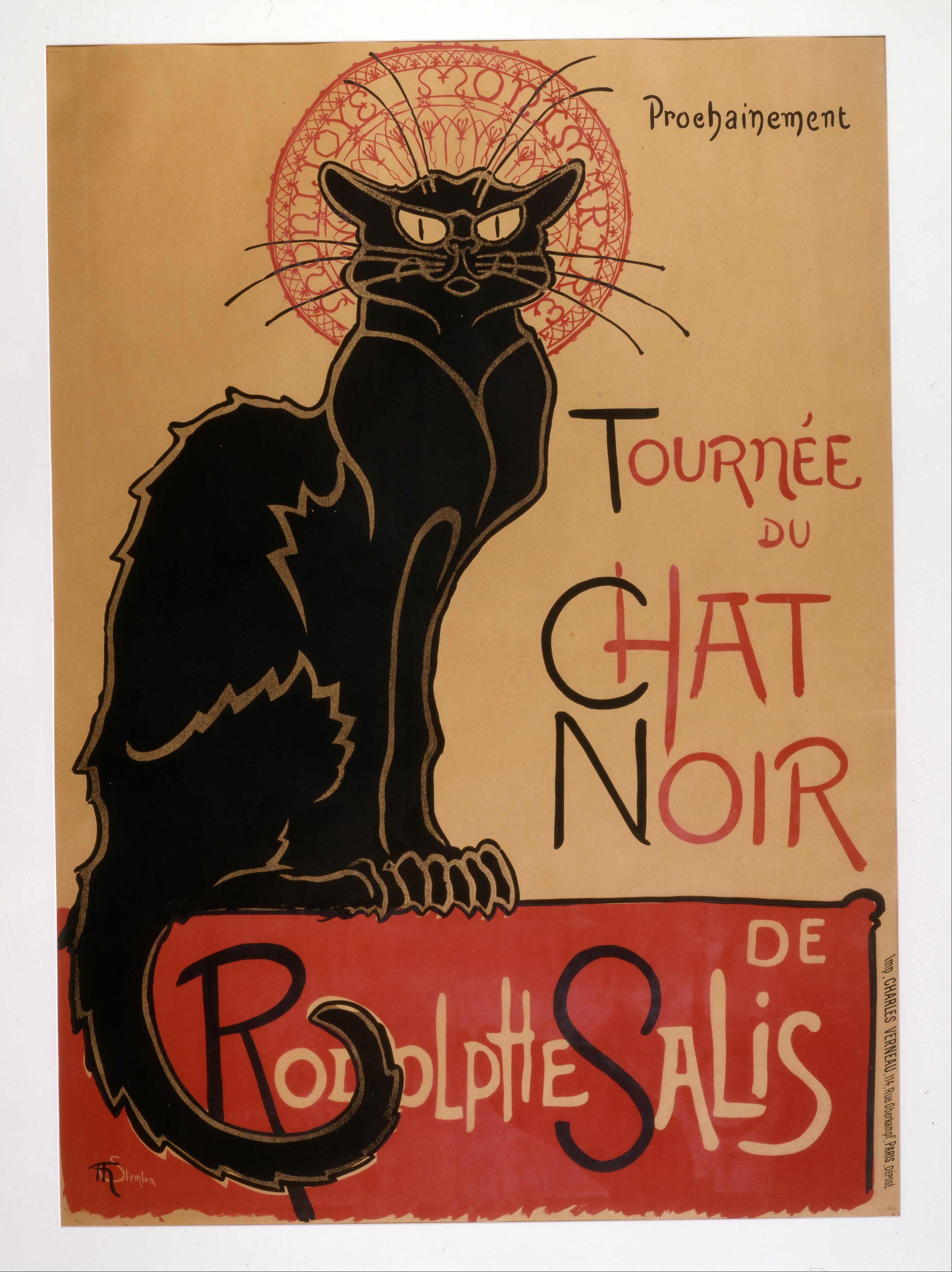
Tác phẩm Tournée du Chat noir (1896) của Théophile-Alexandre Steinlen treo tại Bảo tàng Nghệ thuật Jane Voorhees Zimmerli, lưu trữ tại Đại học Rutgers

Le Chat Noir (tạm dịch: Con mèo đen) là cabaret nổi tiếng nằm ở khu Montmartre ở Paris, Pháp, thành lập năm 1881 bởi Rodolphe Salis đi kèm là tờ báo cùng tên. Một nhóm kịch hát mang tên La Goguette du Chat Noir cũng được thành lập và hoạt động trong cabaret này.
2 năm sau khi Salis qua đời vào năm 1897, cabaret bị mua lại bởi danh ca đương thời Henri Fursy rồi được đổi tên thành La Boîte à Fursy.

## Cabaret Le Chat Noir

### Cơ sở đầu tiên
Rodolphe Salis (1851-1897) là con trai một chủ tiệm giải khát, tới Paris vào năm 1872 và bỗng chốc giàu có sau khi trở thành nghệ sĩ bán các sản phẩm nhỏ lẻ trước khi có ý định hòa trộn ý tưởng giữa nghệ thuật và giải khát. Ông có ý định lập nên một quán cafe "hơn cả quán của vua Louis XIII... với đèn trùm sắt nung phong cách Byzance nơi mà những quý ông, những gã quý tộc và cả những người lao động có thể thưởng thức absinthe của Victor Hugo (và của Giuseppe Garibaldi) cùng rượu bổ quế trong những chiếc cốc vàng".
Le Chat Noir có địa chỉ ở số 84 đại lộ Rochechouart, phía chân đồi Montmartre. Thực tế, khi mới hoạt động, quán chỉ có những loại rượu chất lượng kém cùng với cách bày trí đơn giản. Tuy nhiên, khách hàng lại được tiếp đón bởi một người Thụy Sĩ ăn vận lòe loẹt, mặc đồ vàng từ đầu tới chân, chào mừng tất cả những họa sĩ và nhà thơ trong khi không cho phép "những linh mục bỉ ổi và quân nhân". Cabaret được đặt tên vì một lần Salis tìm thấy một con mèo đen đi lạc trong quá trình xây dựng quán. Sau đó, phần trang tri phía trong ngày càng giúp cho cabaret có phong cách lịch sử gần với thời François Rabelais.
Salis trước đó từng gặp gỡ Émile Goudeau và Goudeau đã quyết định nhượng lại khách hàng quán Les Hydropathes (Những người sợ nước) ở bên kia bờ sông Seine cho Salis. Rất nhanh sau đó những nhà thơ và ca sĩ bắt đầu tới Le Chat Noir thường xuyên và giúp họ có rất nhiều khách.
Những nghệ sĩ khách quen tới Le Chat Noir bao gồm họa sĩ Adolphe Léon Willette, Henri Pille, ca sĩ Aristide Bruant (người sáng tác nên ca khúc chủ đề cho cabaret), Jules Jouy, Léon Durocher, Pierre Trimouillat, Dominique Bonnaud, Jean Goudezki và danh hài Alphonse Allais, nhà thơ Georges Lorin, Charles Cros, Albert Samain, Maurice Rollinat, Maurice Mac-Nab, Jean Richepin, Gordeaux, v.v. và cả nhà văn Léon Bloy. Bloy từng viết nhiều bài báo phê bình văn học trên tờ Le Chat Noir, sau này được chọn lọc trong tuyển tập Propos d'un entrepreneur de demolitions. Salis quyết định mang tới một chiếc piano, biến đây trở thành chiếc cabaret đầu tiên có piano, góp phần giúp Le Chat Noir có những ca khúc được thực sự trình diễn trực tiếp.

### Cơ sở thứ hai

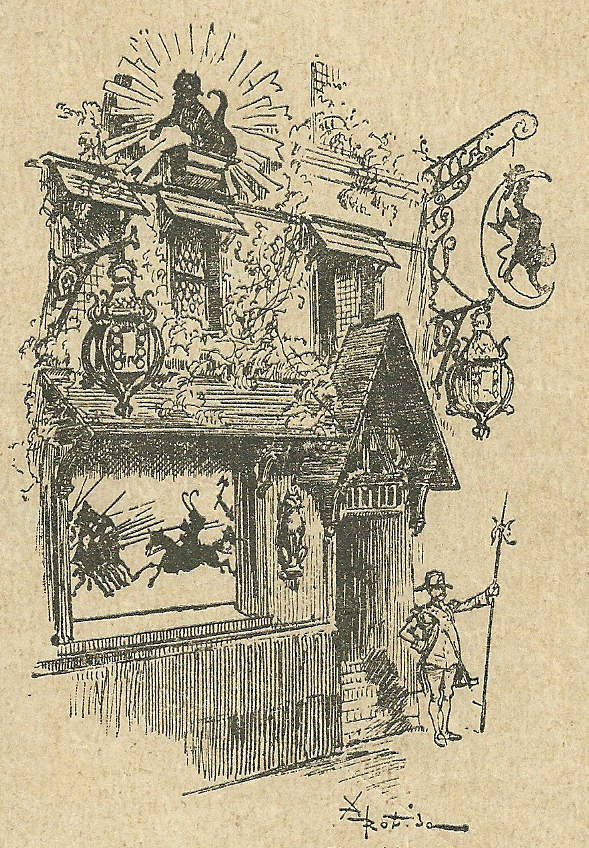
Tranh mô phỏng bên ngoài quán Le Chat Noir bởi Albert Robida, được vẽ lại bởi E. Grasset

Thành công đầu tiên giúp Salis xây dựng một cơ sở mới là tòa nhà 3 tầng tại địa chỉ số 12 phố Laval (nay là phố Victor-Massé). Trong những căn phòng khác nhau, ông tiếp tục trang trí theo phong cách lịch sử dưới sự giúp đỡ của các nghệ sĩ như Henri Rivière và Caran d'Ache. Tiếp đó, với sự hỗ trợ của Rivière, Salis cho thiết kế một rạp hát nhỏ với những buổi diễn thực sự qua các tác phẩm của nhạc sĩ Georges Fragerolle. Tuy nhiên không lâu sau đó ông mang nhà hát tới cơ sở thứ 3 ở đại lộ Clichy.
Cơ sở ở phố Laval được xây dựng theo phong cách chiết trung và ý nhị mà Salis mong muốn. 2 chiếc đèn lồng lớn được Eugène Grasset thiết kế theo phong cách trung-cổ-kiểu-mới và được đặt tại mặt trước tầng 2 của tòa nhà. Trên tầng 3 ở chính giữa là bức tượng hình còn mèo đen bằng đất nung do Alexandre Charpentier làm và được đặt trước trang trí ánh hào quang mặt trời nhằm thể hiện sự "vinh quang". Phía ngoài cùng của mặt tiền là chiếc logo treo hình chú mèo đen ngồi trong vầng trăng khuyết (được vẽ bởi Adolphe Willette và giờ hiện đang nằm tại Bảo tàng Carnavalet ở Paris). Ở phía trong, phần nội thất được trang trí bởi Adolphe Willette phỏng theo Kinh thánh trong chương viết về con bò vàng. Ngoài ra phần tường còn được minh họa bởi vô số những bức tranh của Rodolphe Salis, George Auriol, Henri Rivière, Théophile Steinlen, Somm và Caran d'Ache.

### Cơ sở cuối cùng
Địa chỉ của cơ sở thứ 3 là ở số 68 đại lộ Clichy, Paris. Le Chat Noir, theo Laurent Tailhade, là "sự tổng hợp của L'Assommoir và Thần khúc", còn theo Jean Lorrain, là "thứ tung-hứng của mọi thể loại và cả sự nhố nhăng, kiểu "vụng-trộm" của các nghệ sĩ đường phố, trong một khu toàn những họa sĩ và nhà thơ bất tài, một thứ bảo tàng bất lương và cổ lỗ của những thứ sản phẩm phóng đãng sẽ còn thất bại tới tận 20 năm sau, và cả những hậu quả sau đó: thứ gu thảm họa bên cạnh những khám phá đáng để ý, những bức tượng đa màu và tranh tường của Willette, những cô gái khỏa thân mảnh dẻ, bay bổng mà đồi bại, nhảy nhót với váy hồng và khuyên tai vàng, những con cú nhồi rơm, những khối sắt nung và cả những con mèo bằng sành, những chiếc cửa sổ kính phóng dụ, đầy màu sắc kỳ dị với kiểu hiện đại điên rồ và không thực sự rực rỡ, nhạc của Delmet và lời hát từ Xanrof,... Le Chat Noir, một căn nhà nghỉ vừa nghệ thuật vừa thương mại, được quản lý bởi quý ông Salis – ông chủ của Chatnoirville-en-Vexin – nơi mà có một gã với hàng ria mép rậm kiểu quân nhân đã kinh doanh những ca khúc, những bài thơ 10 câu, những bản vẽ phác, những quả trứng và cả những vại bia mỗi mùa thu hoạch ở một nơi có kiểu trang trí giả tạo nhất từng biết."

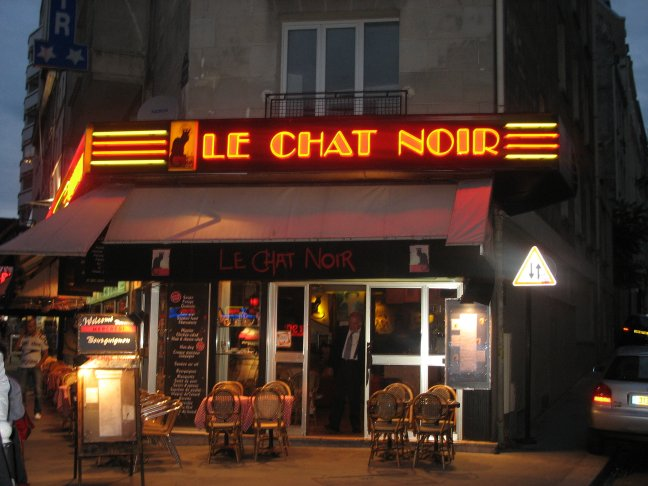
Le Chat Noir ngày nay ở địa chỉ cuối cùng 68 đại lộ Clichy, Paris

Kể từ đó rất nhiều cabaret khác đã lấy tên ăn theo. Mặt khác, rất nhiều nơi khác cũng đã bắt chước mô hình của Le Chat Noir, tiêu biểu nhất là quán L'Abbaye de Thélème của Jules Roques, nằm ở quảng trường Pigalle. Khu lễ hội rất nổi tiếng vào mỗi dịp Carnaval de Dunkerque cũng được mang tên "Bal du Chat noir".
Biểu tượng chú mèo đen của Le Chat Noir, thiết kế gốc của Willette trên tranh sơn dầu mà ta còn có thể được nhìn thấy qua bức họa của Albert Robida minh họa phía ngoài của cabaret, ngày nay được trưng bày tại Bảo tàng Carnavalet ở Paris.

## Tuần san
Nhằm quảng bá cho cabaret, Salis và Goudeau cùng nhau lập nên tờ Le Chat Noir, phát hành 668 số mỗi tuần kể từ ngày 14 tháng 1 năm 1882 tới tháng 3 năm 1895 rồi sau đó là 122 số tiếp theo cho tới ngày 30 tháng 9 năm 1897. Tờ báo thể hiện tư tưởng "chấm dứt thế kỷ" của giới nghệ sĩ đương thời, cộng tác với nhiều ca sĩ và nhà thơ thường xuyên tới cabaret, cùng với đó là những nghệ sĩ từng trang trí cho quán như Caran d'Ache và Willette.
Le Chat Noir chính là ấn phẩm đầu tiên cho phát hành những tác phẩm của Jean Lorrain. Ngoài ra ta có thể tìm thấy ở đây những sáng tác của Paul Verlaine hay Jean Richepin, thậm chí những thiết kế và minh họa của Théophile Steinlen. Những người tham gia với tờ báo có thể kể tới Louis-Christian Döes, Fernand Fau, Godefroy, Uzès, Poirson, Gustave Verbeck, Marcel Capy, Lucien Pissarro và Henri de Sta.
Jules Roques sau khi bắt chước mô hình của quán Le Chat Noir cũng cho phát hành sau đó một tờ báo mang tên Le Courrier français.

## Le Chat Noir trong văn hóa nghệ thuật
Tấm hình quảng cáo nổi tiếng được vẽ bởi Théophile Steinlen năm 1896 sau này được xuất hiện rất nhiều trong các tác phẩm nghệ thuật khác, có thể kể tới bộ phim Gray Matters (2007), đạo diễn bởi Sue Kramer; bộ phim Toutes les filles sont folles (2003), đạo diễn bởi Pascale Pouzadoux (cảnh quay trong căn hộ của nhân vật chính); video "I Still Remember" của ban nhạc người Anh Bloc Party; hình quảng bá trò chơi điện tử Astérix et Obélix XXL 2: Mission Las Vegum; serie game Fallout và Fallout 2 có nhiệm vụ phải tìm được 10 ấn bản của tấm hình trong thế giới ảo; phần bìa đĩa Tournée du Chat và Le Chat se retourne (1982-1984) của ca sĩ Tony Coe; trong serie phim truyền hình Bref, tấm hình trong căn hộ của nhân vật Cette Fille; tấm hình "Con mèo vàng" trong trò chơi Dishonored được thiết kế với ý tưởng tương tự.
Hình ảnh "con mèo đen" này còn được lấy lại trong rất nhiều sản phẩm, trở thành một trong những biểu tượng và đồ lưu niệm nổi bật nhất của Paris. Đây cũng là tên một hãng bánh ngọt của Pháp.
Cabaret Le Chat Noir cũng là nội dung trong nhiều tác phẩm điện ảnh, đáng kể nhất có Messieurs les ronds-de-cuir của đạo diễn Henri Diamant-Berger, phỏng theo truyện của Georges Courteline.